# Cacops woehri
Cacops woehri és una espècie d'amfibi de la família dels dissoròfids que visqué durant el Permià inferior (fa uns 285 milions d'anys) en allò que avui en dia és Oklahoma. És una de les tres espècies del gènere Cacops i és conegut a partir d'un parell de cranis fragmentaris.

## Descobriment i context
C. woehri fou descrit per Nadia Fröbisch i Robert R. Reisz en un article publicat el 2012 al Journal of Vertebrate Paleontology. El seu nom genèric significa ‘cara cega’ en grec antic, mentre que el seu nom específic fou elegit en honor de Daniel Woehr, un paleontòleg aficionat que descobrí l'holotip i molts altres fòssils de gran valor per al Museu d'Història Natural d'Oklahoma.
El jaciment de Dolese (Permià inferior), situat a prop de Richards Spur (Oklahoma), ha produït una multitud de fòssils de tetràpodes molt ben conservats que representen els membres d'una fauna típica de terres altes. Es tracta del jaciment d'un ecosistema paleozoic terrestre més productiu que es coneix i consisteix en sediments argilosos continentals de l'Artinskià. S'hi han trobat més d'una quarantena de tàxons de tetràpodes completament terrestres, molts d'ells endèmics d'aquesta localitat. Almenys nou d'aquests animals són dissorofoïdeus, amb una mida que va des de Doleserpeton (un amfibàmid minúscul de dents pedicel·lades delicades i un crani d'aproximadament 1 cm) fins a Acheloma (un trematòpid gros de dents llargues i afilades i amb un crani d'uns 20 cm).
Les restes descobertes a Dolese demostren la gran diversitat morfològica i ecològica d'aquest grup d'amniotes. Les característiques del jaciment en fan un bon complement dels jaciments llacustres de plana del Permià inferior. S'hi han trobat restes d'una altra espècie de Cacops, C. morrisi, representada per espècimens joves, subadults i adults, cosa que ha permès comparar els canvis morfològics que es produïen a les fases més avançades de l'ontogènesi dels dissoròfids del grup de Cacops.

## Morfologia
A diferència de C. aspidephorus i C. morrisi, la morfològia del crani de C. woehri canviava poc a la fase final de la seva ontogènesi, de manera que conservava una morfologia més gràcil en la fase adulta, amb el crani més aplanat i un patró esculpit que consistia en crestes i solcs allargats i una vora occipital gran. Aquests caràcters suggereixen que les necessitats funcionals de C. woehri no eren les mateixes que les de les altres espècies conegudes de Cacops, possiblement perquè ocupava un nínxol ecològic diferent.

## Sistemàtica
Els dissorofoïdeus són un gran clade que tingué molt d'èxit durant el Paleozoic i, de fet, encara en té avui en dia: la majoria de científics creuen que com a mínim dos dels tres grups actuals d'amfibis pertanyen a aquest grup.